# Elizabeth Cavendish-Bentick
Pour les articles homonymes, voir Cavendish-Bentinck.
 (décembre 2023).
La mise en forme du texte ne suit pas les recommandations de Wikipédia : il faut le « wikifier ».
Les points d'amélioration suivants sont les cas les plus fréquents :
- Les titres sont pré-formatés par le logiciel. Ils ne sont ni en capitales, ni en gras.
- Le texte ne doit pas être écrit en capitales (les noms de famille non plus), ni en gras, ni en italique, ni en « petit »…
- Le gras n'est utilisé que pour surligner le titre de l'article dans l'introduction, une seule fois.
- L'italique est rarement utilisé : mots en langue étrangère, titres d'œuvres, noms de bateaux, etc.
- Les citations ne sont pas en italique mais en corps de texte normal. Elles sont entourées par des guillemets français : « et ».
- Les listes à puces sont à éviter, des paragraphes rédigés étant largement préférés. Les tableaux sont à réserver à la présentation de données structurées (résultats, etc.).
- Les appels de note de bas de page (petits chiffres en exposant, introduits par l'outil «  Source ») sont à placer entre la fin de phrase et le point final[comme ça].
- Les liens internes (vers d'autres articles de Wikipédia) sont à choisir avec parcimonie. Créez des liens vers des articles approfondissant le sujet. Les termes génériques sans rapport avec le sujet sont à éviter, ainsi que les répétitions de liens vers un même terme.
- Les liens externes sont à placer uniquement dans une section « Liens externes », à la fin de l'article. Ces liens sont à choisir avec parcimonie suivant les règles définies. Si un lien sert de source à l'article, son insertion dans le texte est à faire par les notes de bas de page.
- La présentation des références doit suivre les conventions bibliographiques. Il est recommandé d'utiliser les modèles {{Ouvrage}}, {{Chapitre}}, {{Article}}, {{Lien web}} et/ou {{Bibliographie}}. Le mode d'édition visuel peut mettre en forme automatiquement les références.
- Insérer une infobox (cadre d'informations à droite) n'est pas obligatoire pour parachever la mise en page.

Pour une aide détaillée, merci de consulter Aide:Wikification.
Si vous pensez que ces points ont été résolus, vous pouvez retirer ce bandeau et améliorer la mise en forme d'un autre article.
Elizabeth Cavendish-Bentick (12 août 1855 - 04 novembre 1943), née Livingston, est une figure de la société new-yorkaise du Gilded Age. Elle est l'épouse de William George Cavendish-Bentinck, un député britannique,.

## Jeunesse
Elizabeth est née le 12 août 1855 à Newport, Rhode Island, aux Etats-Unis d'Amérique. Elle est la fille de Maturin Livingstone (1816-1888) et de Ruth Baylies (1827-1918), mariés en 1852. Elizabeth a une sœur jumelle, Ruth Livingston, épouse d'Ogden Mills et mère d'Ogden L. Mills, secrétaire au Trésor.

## Vie personnelle
Elle épouse William George Cavendish-Bentick le 12 août 1880. Il s'agit de l'un des mariages les plus prestigieux entre une Américaine et un Britannique, et elle apporte lors de son union une dot de 1.5 million de dollars. Son époux, William, est l'arrière petit-fils du Premier Ministre britannique William Cavendish-Bentick, troisième duc de Portland.
Elizabeth et William ont deux filles :
- Marie Augusta Cavendish-Bentick (1881-1913), épouse en 1906 John Gorman Ford, Premier secrétaire de l'ambassade britannique à Rome et fils de Francis Clare Ford[5],
- Ruth Evelyn Cavendish-Bentick (1883-1978), épouse en 1907 Walter Burns, issu d'une grande famille de banquiers américains[5].

Son mari est mort en 1909, près de Windsor, et elle lui survit jusqu'au 4 novembre 1943, jour de sa mort dans sa résidence londonienne du 5 Richmond Terrace, près de Whitehall.

## Mondanité
Elizabeth est nommée sur la liste des Quatre Cents, une liste publiée par Ward McAllister dans le New York Times et qui est un index des 400 personnes les plus en vogues durant le Gilded Age à New York. Elle a pour but de présenter l'élite de la société new-yorkaise et Elizabeth en fait partie, notamment grâce à son mariage avec une grande famille britannique que sont les Cavendish-Bentick.
En 1904, alors qu'ils séjournaient au château de Highcliffe, en Angleterre, le couple héberge le roi britannique Edward VII.